# Piatnitzkysaurus
Piatnitzkysaurus ('lagarto de Piatnitzky') é um gênero de dinossauro megalossauróide primitivo. Seus fósseis foram achados na Argentina. Ele é o terópode rabo duro primitivo mais completo, com  4,3 metros de comprimento e 450 kg. No entanto, essas estimativas são de um subadulto, e, quando adulto, deveria ter 6 metros de comprimento.

## Descoberta

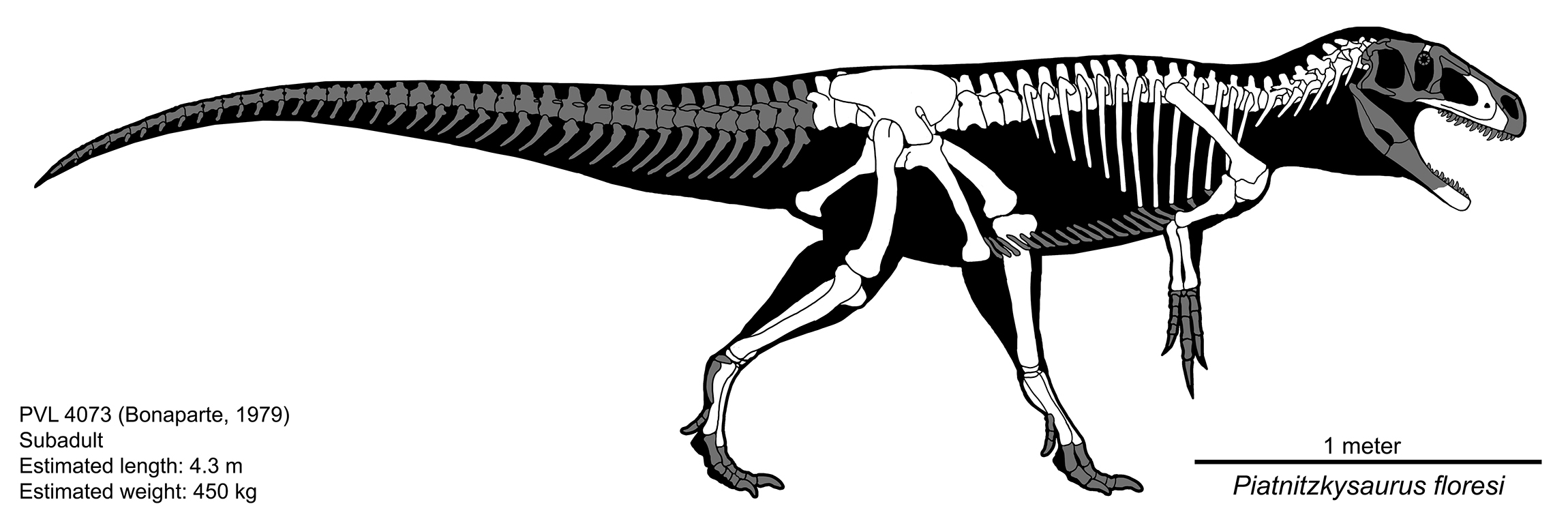
Diagrama esquelético de Piatnitzkysaurus floresi.

A espécie-tipo, Piatnitzkysaurus floresi, foi descrita por José Bonaparte em 1979. Foi nomeada em homenagem a Alejandro Matveievich Piatnitzky (1879–1959), um geólogo argentino nascido na Rússia.
O espécime holótipo de Piatnitzkysaurus, PVL 4073, foi coletado durante expedições em 1977, 1982 e 1983 na Formação Cañadón Asfalto em sedimentos que foram depositados durante o estágio médio-tardio Toarciano do período Jurássico, aproximadamente 179 a 177 milhões de anos atrás. Outrora considerado um carnossauro basal, mais tarde foi classificado como um megalosauroide.

## Descrição

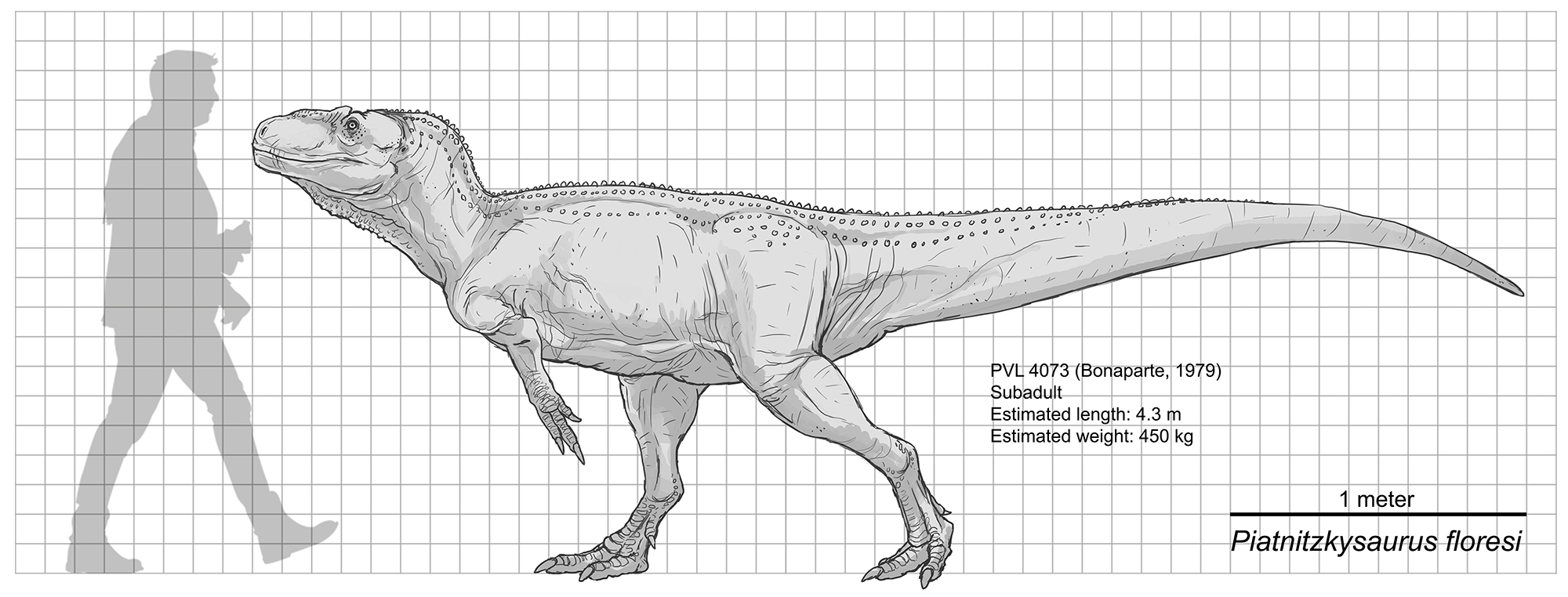
Comparação de tamanho com humano

No total, dois esqueletos parciais são conhecidos (um crânio fraturado e partes de dois esqueletos pós-cranianos, entre os quais o paratipo MACN CH 895) e é o terópode mais completamente conhecido do período Jurássico Médio-Superior do hemisfério sul. Piatnitzkysaurus era um carnívoro bípede de tamanho relativamente leve, com cerca de 4,3 metros de comprimento e cerca de 450 kg de massa, embora tais estimativas se apliquem ao holótipo, que é um subadulto. Ele tinha braços robustos e pernas traseiras poderosas com quatro dedos em cada pé. Seu ísquio tem 423 milímetros de comprimento. Sua caixa craniana lembra a de outro megalosauroide, o megalosaurídeo Piveteausaurus da França.
Uma semelhança geral com o terópode Allosaurus foi observada por Benton (1992); no entanto, existem diferenças importantes entre os dois. A lâmina escapular do Piatnitzkysaurus é mais curta e larga do que a maioria dos tenauros derivados. O úmero representa 50% do comprimento do fêmur, que também é uma condição primitiva presente entre os terópodes basais. Os comprimentos relativos da ulna em relação ao úmero e fêmur também são semelhantes aos dos terópodes basais, o que significa que os membros anteriores do Piatnitzkysaurus são proporcionalmente mais longos do que no Allosaurus. Também primitivo é o amplo contato entre o púbis e o ísquio, uma condição muito diferente do Allosaurus e dos membros de Tetanurae mais derivados, em que o contato é reduzido. O púbis do Piatnitzkysaurus também tem um pé distal que é mais modestamente desenvolvido do que no Allosaurus.

## Classificação
O clado mais basal dentro de Megalosauroidea contém Condorraptor, Marshosaurus, Piatnitzkysaurus e Xuanhanosaurus. O próximo clado mais basal compreende o Chuandongocoelurus e o Monolophosaurus. No entanto, a afiliação desses clados com Megalosauroidea é mal suportada por métricas de suporte de árvore e é possível que eles sejam classificados fora de Megalosauroidea por análises futuras.
|  | Marshosaurus                                                      |
|  |                                                                   |
|  | \| \| Condorraptor \| \| \| \| \| \| Piatnitzkysaurus \| \| \| \| |
|  |                                                                   |
|  | Condorraptor                                                      |
|  |                                                                   |
|  | Piatnitzkysaurus                                                  |
|  |                                                                   |

|  | Condorraptor     |
|  |                  |
|  | Piatnitzkysaurus |
|  |                  |

|  | Marshosaurus                                                      |
|  |                                                                   |
|  | \| \| Condorraptor \| \| \| \| \| \| Piatnitzkysaurus \| \| \| \| |
|  |                                                                   |
|  | Condorraptor                                                      |
|  |                                                                   |
|  | Piatnitzkysaurus                                                  |
|  |                                                                   |

|  | Condorraptor     |
|  |                  |
|  | Piatnitzkysaurus |
|  |                  |

|  | Chuandongocoelurus |
|  |                    |
|  | Monolophosaurus    |
|  |                    |

|  | Spinosauridae  |
|  |                |
|  | Megalosauridae |
|  |                |

|  | Chuandongocoelurus |
|  |                    |
|  | Monolophosaurus    |
|  |                    |

|  | Spinosauridae  |
|  |                |
|  | Megalosauridae |
|  |                |

|  | Marshosaurus                                                      |
|  |                                                                   |
|  | \| \| Condorraptor \| \| \| \| \| \| Piatnitzkysaurus \| \| \| \| |
|  |                                                                   |
|  | Condorraptor                                                      |
|  |                                                                   |
|  | Piatnitzkysaurus                                                  |
|  |                                                                   |

|  | Condorraptor     |
|  |                  |
|  | Piatnitzkysaurus |
|  |                  |

|  | Marshosaurus                                                      |
|  |                                                                   |
|  | \| \| Condorraptor \| \| \| \| \| \| Piatnitzkysaurus \| \| \| \| |
|  |                                                                   |
|  | Condorraptor                                                      |
|  |                                                                   |
|  | Piatnitzkysaurus                                                  |
|  |                                                                   |

|  | Condorraptor     |
|  |                  |
|  | Piatnitzkysaurus |
|  |                  |

|  | Chuandongocoelurus |
|  |                    |
|  | Monolophosaurus    |
|  |                    |

|  | Spinosauridae  |
|  |                |
|  | Megalosauridae |
|  |                |

|  | Chuandongocoelurus |
|  |                    |
|  | Monolophosaurus    |
|  |                    |

|  | Spinosauridae  |
|  |                |
|  | Megalosauridae |
|  |                |